# Batalla de Ad Decimum
La batalla de Ad Decimum opuso el 13 de septiembre de 533 al ejército vándalo de Gelimer y al ejército bizantino de Belisario. Esta batalla y la siguiente (Batalla de Tricamarum, que tuvo lugar tres meses después) marcan el fin de la guerra vándala y del reino vándalo; y el inicio de la Recuperatio Imperii del Emperador Justiniano.

## Campaña
Belisario había desembarcado en África tres meses antes, con 15 000 mercenarios bárbaros. Rápidamente, Gelimer había abandonado Cartago, que fue ocupada sin combate por el general bizantino, después de ponerle asedio y de cortar el acueducto que alimentaba la ciudad. Al mismo tiempo se produjo una rebelión en Cerdeña contra los vándalos, teniendo que enviar Gelimer 5000 hombres a someterla, otra insurrección en la Tripolitana dio a los romanos una base segura en el Magreb.
Ad Decimum (en latín, la "décima piedra miliar") era una simple señal sobre la costa mediterránea a diez millas al sur de Cartago. Gelimer se acercará a la ciudad aproximadamente con 12 000 guerreros, frente al ejército de Belisario, quien cuenta con cerca de 17 000 hombres, establecido sobre una posición fuerte sobre el camino de Cartago, cerca de Ad Decimum.

## Batalla
Gelimer divide sus fuerzas y envía 2000 hombres mandados por su sobrino Gibamond para rebasar el ejército de Belisario, que avanza en columnas a lo largo del camino. Otro cuerpo, al mando del hermano de Gelimer, Ammatas, tiene un desfiladero preparado de Ad Decimum. Según el plan vándalo, los 7000 hombres de Gelimer debían volver sobre el flanco romano y cortar toda retirada.
Pero la misión de Gibamond se suspende, su cuerpo de 2000 hombres es impotente frente a las tropas romano-hunas, quienes lo dispersan; Gibamond muere en la batalla. Ammatas suspende sus planes también y no consigue conservar el desfiladero. Él también muere en la batalla. Sus hombres son perseguidos por los romanos hasta las puertas de Cartago.
Por otro lado, el contingente bajo Gelimer se enfrenta al grueso de las fuerzas de Belisario a lo largo del camino principal. La caballería de Belisario, aunque más numerosa que la vándala, es sobrepasada, al ser muy superiores los jinetes vándalos en combate. Parece entonces que los vándalos pueden ganar la batalla.
Pero cuando Gelimer alcanza la posición de Ammatas y descubre que su hermano murió, se trastorna y no puede dar la orden de asalto que habría destruido los restos de un ejército romano desorientado, y habría destrozado los elementos hunos y romanos idos hacia Cartago después de haber batido a Ammatas y Gibamond. En lugar de esto, los hombres bajan a su guardia mientras que Gelimer entierra a su hermano en el campo de batalla.
Sacando provecho de la tregua, Belisario reagrupa sus fuerzas en el sur de Ad Decimum y lanza un contraataque, que rechaza a los vándalos y les vence.

## Consecuencias
Belisario acampa cerca del campo de batalla, al no querer establecerse cerca de la ciudad mientras está de noche. El día siguiente, marcha hacia la ciudad, prohibiendo matar o esclavizar a los habitantes de Cartago, en lo sucesivo ciudadanos romanos. Encuentra las puertas de la ciudad abiertas, y su ejército es bien acogido. Belisario va al palacio real y se sienta en el trono del rey vándalo.
Levanta las fortificaciones de la ciudad y concentra su flota en el lago de Túnez, a 8 km al sur de Cartago.
Los vándalos son vencidos definitivamente después de la batalla de Tricamerón, el 15 de diciembre.